# Cassandra Salguero
Cassandra Salguero (Ciudad de México; 6 de septiembre de 2003 – 25 de diciembre de 2024) fue una futbolista mexicana de fútbol playa que jugaba en la posición de defensa.

## Carrera

### Club
Jugó toda su carrera con el Club Marina de 2023 a 2024 en la Tercera División de México.

### Selección nacional
A nivel de selecciones menores ganó el Acapulco Beach Soccer Cup de 2024 con la selección sub-21. En 2023 fue convocada por primera vez para jugar con México, para jugar en la Beach Soccer Cup en Acapulco.

## Vida personal
Era hermana gemela de la también futbolista Adriana Zarahí Salguero.